# Sinfonía n.º 11 (Haydn)

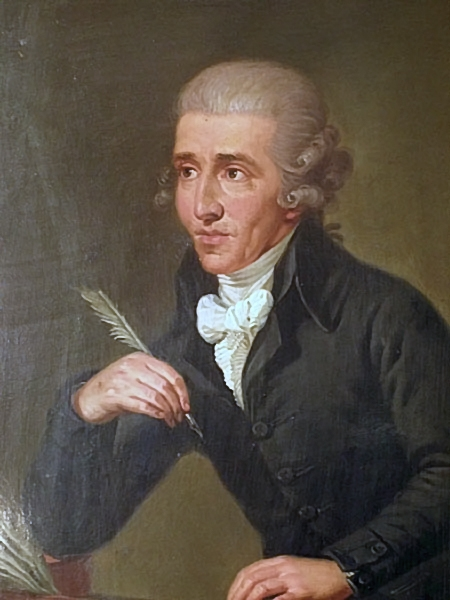
Haydn hacia 1770.

La Sinfonía n.º 11 en mi bemol mayor, Hob. I:11 fue compuesta por Joseph Haydn entre 1760 y 1761.

## Historia
La producción sinfónica del maestro austríaco puede dividirse a grandes rasgos en tres bloques temporales: el primer bloque (1757-1761) se corresponde con su periodo al servicio del conde Carl von Morzin (n.º 1 - n.º 5); el segundo bloque en la corte Esterházy (1761-1790 pero con la última sinfonía para el público de Esterházy en 1781); y el tercer bloque (1782-1795) comprende las Sinfonías de París (n.º 82 - n.º 87) y las Sinfonías de Londres (n.º 93 - n.º 104). El 1 de mayo de 1761 el compositor firmó su contrato como vice-kapellmeister (más tarde kapellmeister) de la familia Esterházy, que nominalmente duró 48 años, hasta su muerte.
La composición de esta pieza se cree que pudo desarrollarse entre 1760 y 1761, cuando el compositor tenía 29 años. Las Sinfonías n.º 10 y n.º 11, a pesar de su numeración, pertenecen a su etapa al servicio del conde Carl von Morzin en la corte de Lukavec. Dicha etapa llegaría a su fin con el inicio de tiempos de dificultades económicas para la nobleza bohemia. Sin embargo, las Sinfonías n.º 6, n.º 7, n.º 8 y n.º 9, pertenecen a su recién iniciado periodo al servicio de la casa de Esterházy.

## Instrumentación
La partitura está escrita para una orquesta formada por:
- Viento madera: 2 oboes, 1 fagot.
- Viento metal: 2 trompas.
- Cuerda: una sección de cuerdas con 2 violines, viola, violonchelo y contrabajo.
- Teclado: clavecín como bajo continuo.

La exigua orquestación puede haber sido profética de la necesaria disolución de la orquesta por parte del conde. En aquella época se solía emplear un fagot para amplificar la voz del bajo, incluso sin una notación separada. En cuanto a la participación del clavecín como bajo continuo en las sinfonías de Haydn existen diversas opiniones entre los estudiosos: James Webster se sitúa en contra; Hartmut Haenchen a favor; Jamie James en su artículo para The New York Times presenta diferentes posiciones por parte de Roy Goodman, Christopher Hogwood, H. C. Robbins Landon y James Webster. A partir de 2019 la mayor parte de las orquestas con instrumentos modernos no utiliza el clavecín como continuo. No obstante, existen grabaciones con clavecín en el bajo continuo realizadas por: Trevor Pinnock (Sturm und Drang Symphonies, Archiv, 1989-1990); Nikolaus Harnoncourt (n.º 6–8, Das Alte Werk, 1990); Sigiswald Kuijken (incluidas las Sinfonías de París y Londres; Virgin, 1988-1995); Roy Goodman (Ej. n.º 1-25, 70-78, 82-87; Hyperion, 2002).

## Estructura y análisis
La sinfonía consta de cuatro movimientos:
- I. Adagio cantabile, en mi bemol mayor 2
4
- II. Allegro, en mi bemol mayor 2
2
- III. Menuet, en mi bemol mayor – Trio, en si bemol mayor 3
4
- IV. Presto, en mi bemol mayor 2
4

La interpretación de esta obra dura aproximadamente entre 20 y 25 minutos. Es uno de los primeros ejemplos de una sinfonía en cuatro movimientos y además supone un cambio novedoso el hecho de colocar un movimiento lento en primer lugar. Esta obra se suele emparejar con la Sinfonía n.º 5 dado que ambas responden a la forma de la sonata da chiesa y cuentan con Finales escritos en un compás fuera del habitual de esa época que era el 3/8.

### I.Adagio cantabile
El primer movimiento, Adagio cantabile, está escrito en la tonalidad de mi bemol mayor, en compás de 2/4 y sigue la forma sonata. El movimiento lento inicial es asombrosamente extenso, igualndo casi en longitud a los tres siguientes juntos. Se trata de una pieza de gran belleza e incluso espiritualidad. Tal vez no sea exagerado sugerir que podría haber nacido de la pluma del Johann Sebastian Bach si hubiera vivido unos años más.

### II.Allegro
El segundo movimiento, Allegro, está en mi bemol mayor, en compás alla breve y responde a una forma sonata. Este enérgico Allegro transmite la sensación de que el orden ha sido invertido por error con el Adagio inicial. Es una pieza agradable aunque no destaca por ser particularmente innovador.

### III.Menuet – Trio
El tercer movimiento, Menuet – Trio, está en mi bemol mayor y el trío en si bemol mayor, en compás de 3/4 y adopta una forma ternaria de minueto con trío. El minueto y el trío son convencionales a la vez que encantadores. El minueto va aderezado con síncopas ocasionales. En el trío una de las partes está escrita con un desfase (retraso) de una corchea respecto de las demás, creando un efecto de síncopa.

### IV.Presto
El cuarto y último movimiento, Presto, retoma la tonalidad inicial, el compás de 2/4 y la forma sonata. El Finale es típicamente alegre y también presenta un tema principal sincopado que se deriva de la inversión del tema principal del segundo movimiento.